# Distrikt La Florida
Der Distrikt La Florida liegt in der Provinz San Miguel in der Region Cajamarca im Norden Perus. Der Distrikt wurde am 26. März 1965 gegründet. Er besitzt eine Fläche von 55 km². Beim Zensus 2017 wurden 2221 Einwohner gezählt. Im Jahr 1993 lag die Einwohnerzahl bei 3434, im Jahr 2007 bei 2531. Sitz der Distriktverwaltung ist die 1025 m hoch gelegene Ortschaft La Florida mit 605 Einwohnern (Stand 2017). La Florida befindet sich 33 km westnordwestlich der Provinzhauptstadt San Miguel de Pallaques.

## Geographische Lage
Der Distrikt La Florida befindet sich in der peruanischen Westkordillere im Nordwesten der Provinz San Miguel. Der Río Zaña fließt entlang der nördlichen Distriktgrenze in Richtung Westnordwest und entwässert das Areal.
Der Distrikt La Florida grenzt im Süden und im Nordwesten an den Distrikt Oyotún (Provinz Chiclayo), im Norden an den Distrikt Catache (Provinz Santa Cruz), im Osten an den Distrikt Calquís sowie im Süden und im Südwesten an den Distrikt Niepos.

## Ortschaften
Im Distrikt gibt es neben dem Hauptort folgende größere Ortschaften:
- La Laja
- Montaña de Sequez
- Pampa de Sequez